# Lernaea cyprinacea
Lernaea cyprinacea är en kräftdjursart som beskrevs av Carl von Linné 1758. Lernaea cyprinacea ingår i släktet Lernaea och familjen Lernaeidae. Inga underarter finns listade i Catalogue of Life.